# Теория инвариантов
Теория инвариантов — раздел общей алгебры, изучающий действия групп на алгебраических многообразиях с точки зрения их влияния на функции, определённые на этих многообразиях. Классический вопрос теории — описать многочлены, которые не меняются или являются инвариантными в отношении к преобразованиям, заданным линейной группой.
Теория инвариантов конечных групп имеет тесную связь с теорией Галуа. Одним из первых известных результатов была основная теорема о симметрических функциях, которая описывает инварианты симметрической группы {\displaystyle S_{n}}, действующей на кольце многочленов перестановками переменных.
Теория инвариантов бесконечных групп неразрывно связана с развитием линейной алгебры, в частности, теории квадратичных форм и детерминантов. Теория представлений полупростых групп Ли имеет корни в теории инвариантов.